# Championnats d'Europe d'haltérophilie 1981
Navigation
Édition précédente Édition suivante
Les championnats d'Europe d'haltérophilie 1981, soixantième édition des championnats d'Europe d'haltérophilie, ont eu lieu en 1981 à Lille, en France.